# 利沃 (科莫省)
利沃（義大利語：Livo），是意大利科莫省的一个市镇。总面积32.5平方公里，人口203人，人口密度6.2人/平方公里（2009年）。ISTAT代码为013130。